# The Late Late Show with James Corden
The Late Late Show with James Corden (kurz: Late Late) ist eine US-amerikanische Nachrichten-Satire-, Comedy-Talk- und Late-Night-Show des US-Senders CBS, moderiert von James Corden. Der englische Schauspieler und Comedian übernahm die Moderation der Show im Frühjahr 2015 von seinem schottischen Vorgänger Craig Ferguson (2005–2014), zuvor hatten bereits die US-Amerikaner Craig Kilborn (1999–2004) und anfangs Tom Snyder (1995–1999) durch die Sendung geführt.
In den Vereinigten Staaten lag die Show auf der Sendezeit um jeweils 00:37 der entsprechenden Zeitzone und wurde von Montag bis Freitag täglich ausgestrahlt. Die Aufzeichnungen mit Live-Studiopublikum erfolgten von Montag bis Donnerstag jeweils am frühen Nachmittag in Studio 56 der CBS Television City in Los Angeles, unmittelbar über dem Bob Barker Studio (Studio 33). Produzent der Show war David Lettermans Firma Worldwide Pants, welche auch Lettermans eigene Talkshow produzierte, die früher am Abend ausgestrahlte Late Show with David Letterman (im Mai 2015 abgelöst durch The Late Show with Stephen Colbert), nun verbleiben als Produktionsfirmen Fulwell 73 and CBS Television Studios.
Im April 2022 verkündete Corden, dass er nach einer weiteren Jahresstaffel die Show verlässt. Die letzte Sendung wurde am 27. April 2023 ausgestrahlt. Eine Neuauflage der Late Late Show ist vorerst nicht geplant. Im November 2023 gab Stephen Colbert bekannt, dass Taylor Tomlinson ab Anfang 2024 ihre eigene, von Colbert mitproduzierte, Show After Midnight auf dem Sendeplatz von The Late Late Show with James Corden präsentieren soll.

## Moderator

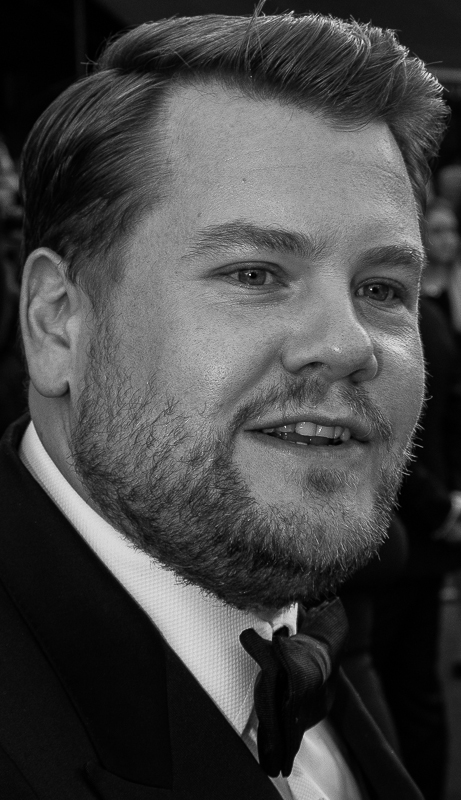
Moderator James Corden

Die Wahl Cordens als neuen Moderator der Show und Nachfolger Fergusons wurde am 8. September 2014 bekannt gegeben. Die ursprünglich für den 9. März 2015 geplante Premiere wurde von CBS später auf den 23. März verschoben, um das 2015 NCAA Men’s Division I Basketball Tournament für die Promotion des neuen Moderators nutzen zu können.
James Corden (Jahrgang 1978) konnte vor Antritt der Moderation bereits auf eine vielfältige Karriere in Theater und Fernsehen verweisen und genoss in England bereits seit Anfang des Jahrtausends einige Bekanntheit, insbesondere als Klempner Smithy in seiner Sit-Com Gavin & Stacey und diversen Benefizveranstaltungen der BBC. Außerhalb Großbritanniens war er jedoch allenfalls Theaterkennern bekannt: 2012 gewann er unter anderem den Tony Award als bester Hauptdarsteller für seine Auftritte in One Man, Two Guvnors am New Yorker Broadway, wo er sechs Jahre zuvor mit The History Boys seinen Durchbruch feierte. In Film und Fernsehen blieb es bei Nebenrollen, größere Aufmerksamkeit erhielt er in den USA erst 2014 durch seine Rolle als Bäcker in Into the Woods neben Meryl Streep und Emily Blunt. Die CBS-Entertainment-Vorsitzende Nina Tassler begründete die Wahl Cordens als Nachfolger Fergusons damit, Corden sei ein warmherziger, charmanter und origineller Darsteller, dessen große Spannbreite an kreativem Instinkt und Darstellungstalent ihn zu einer beispiellosen Unterhaltungsquelle machten. Tassler erwähnte Cordens Arbeit in diversen Medien wie Theater, Film und Fernsehen und bezeichnete ihn als „geliebt und respektiert in ihnen allen“. Corden sagte der BBC im Interview nach der offiziellen Bestätigung aus den USA, er sei „überwältigt und geehrt [und] extrem aufgeregt, […] eine so prestigeträchtige Show zu moderieren“. Für den Auftrag zog Corden mit seiner Frau Julia Carey und den gemeinsamen Kindern nach Kalifornien, denn wie schon zuvor die Late Late Show with Craig Ferguson werden die Studioanteile der Sendung in der CBS Television City in Los Angeles produziert. Zwei Tage vor Fergusons letztem Auftritt als Moderator der Late-Night-Show, am 16. Dezember 2014, hatte Corden einen Überraschungsauftritt in dessen Sendung, wo sie sich kurz über die bevorstehende Moderationsübernahme unterhielten.

## Konzept
Anders als seine Vorgänger unterhält Cordens Late Late Show eine Hausband mit dem Spitznamen „Karen“, angeführt von Musiker und Comedian Reggie Watts, welcher neben seiner musikalischen Tätigkeit als Hauptsänger, Keyboarder, Beatboxer und Programmierer auch die Rolle des Ansagers (häufig in gesungener Form) der Show übernimmt. Begleitet wird Watts von Tim Young an der Leadgitarre, Steve Scalfatti am Keyboard, Hagar Ben-Ari am E-Bass und Guillermo E. Brown am Schlagzeug. Die Regie zur Titelsequenz der Show sollte ursprünglich von J.J. Abrams geführt werden. Stattdessen wurde sie schließlich vom Trollbäck + Company-Betrieb gefilmt. Reggie Watts und die Late Late Show Band komponierten das Titellied. Die Daily Mail schrieb hierzu: „Corden hofft, im Abspann auf einem BMX-Rad durch Los Angeles fahrend zu sehen zu sein, das CBS-Studio erreichend und umgeben von weiteren talentierten Darstellern.“ Ausführende Produzenten sind Rob Crabbe und Ben Winston. Letztendlich zeigt der Clip James Corden und Reggie Watts, die mit Low Rider LED Rädern durch LA fahren, sowie einige abstrakte Pixelstick-Lichtzeichnungen. Trollbäck + Company setzten unter das Video den Kommentar: „James Corden und Reggie Watts setzten in einer Spaßfahrt durch Los Angeles für die neue CBS Late Late Show das LA LA zurück ins Late Late. James wollte eigentlich von JJ Abrams mit Reggie zu einem Mark-Ronson-Titel gefilmt werden. Wir waren natürlich geehrt, JJs Platz einzunehmen, da er leider mit dem Filmen eines Blockbusters alle Hände voll zu tun hat. Wir haben es fertig gebracht, innerhalb einer Nacht alles zu drehen – mit LED-Fahrrädern, einem Lowrider und einem Pixelstick, die dieser experimentellen neuen Show eine ungewöhnliche visuelle Tönung verleihen.“
Obgleich der Eröffnungsmonolog ein Markenzeichen des Late-Night-Show-Genres ist, wählt Corden, der sich nicht als Stand-Up-Comedian sieht, teilweise alternative Einstiegsmethoden zum traditionellen juxträchtigen Monolog. Auch in einem weiteren Punkt unterscheidet sich die Show deutlich von anderen ihres Formates in den Vereinigten Staaten: Nach dem Vorbild der britischen The Graham Norton Show und anderer europäischer Talkshows werden alle Gäste des Abends gleichzeitig auf die Bühne geladen. So erhalten sie die Möglichkeit, sich auch untereinander zu unterhalten – im Gegensatz zum typischen Zwiegespräch der übrigen und bisherigen US-amerikanischen Late-Night-Shows, bei dem die Gäste nacheinander für je einige Minuten vom Moderator interviewt werden. Corden legte außerdem von Beginn an großen Wert darauf, eine innovative, experimentelle und sich ständig neu erfindende Show zu basteln, in der die Gäste nicht nur sitzen und reden, sondern an den verschiedensten Aktivitäten teilnehmen sollten. Corden bezeichnete dieses Show-Konzept als eine Art After-Show-Party nach dem herkömmlichen Abendprogramm und den früheren Late-Shows. Einige besonders erfolgreiche Segmente der Show werden regelmäßig wieder aufgegriffen.
Die Show lebt nicht nur von den Einschaltquoten der eigentlichen Sendung, sondern auch und vor allem von ihrem YouTube-Kanal, auf dem einzelne Clips hochgeladen werden, beispielsweise die Eröffnungsmonologe, einzelne Interview-Ausschnitte, #Carpool Karaoke und andere Segmente der Show. Innerhalb eines Jahres erhielt der Kanal über fünf Millionen Abonnenten und über eine Milliarde Aufrufe, der erfolgreichste Videoclip ist ein Carpool-Karaoke-Segment mit Sängerin Adele: es erschien am 13. Januar 2016 und wurde bis September desselben Jahres fast 130 Millionen Mal angesehen, YouTube berechnet dabei eine kumulierte Wiedergabezeit von mehr als 1 600 Jahren für dieses 15-minütige Video allein. Insgesamt entwickelte sich Carpool Karaoke zum erfolgreichsten Bestandteil der Late-Night-Show.

## Episoden und Quoten
Tom Hanks und Mila Kunis waren Cordens erste Gäste am 23. März 2015. Hanks reiste zum Proben bereits tags zuvor an, um für die Debüt-Show gemeinsam mit Corden einen sketchartigen Rückblick auf seine Filmkarriere vorzuspielen. Im späteren Verlauf der Sendung brachte Corden auf Hanks’ Geheiß Mila Kunis dazu, ihre geheim gehaltene Hochzeit mit Ashton Kutcher bekannt zu geben, obgleich später behauptet wurde, sie habe bloß gescherzt. Die Episode zählte 1,66 Millionen Zuschauer, die höchste Montags-Einschaltquote der Show in über drei Jahren.
Bis zum 25. Mai wurde an jedem Wochentag eine neue Folge gedreht und ausgestrahlt, danach wurde die Produktion auf vier neue Folgen pro Woche heruntergefahren, während freitags nun die Wiederholung einer kürzlich gesendeten Folge gezeigt wird. Selbst in Cordens Debüt-Woche reichte die Einschaltquote nicht an die der Late Night with Seth Meyers im 00:35-Uhr-Sendeplatz heran, Meyers führt weiterhin wöchentlich die Quoten dieser Sendezeit an.
Am 20. Mai 2015 zählte The Late Late Show mit über vier Millionen Zuschauern die höchste Einschaltquote in der Geschichte der Sendung, obwohl sie um 20 Minuten verspätet begann und weit überzog. An diesem Abend wurde sie im Anschluss an das Finale der Late Show with David Letterman gesendet; Letterman, der allgemein als Koryphäe auf seinem Gebiet gilt und dessen Late-Night-Show-Konzepte das Genre mit definierten, beendete seine Talkshow nach 30 erfolgreichen Jahren und setzte sich 68-jährig zur Ruhe. Die Late Late Show Episode stand ganz im Zeichen der Danksagung an David Letterman. In der Folge sang Corden gemeinsam mit Sting „Every Breath You Take“ vor dem Ed Sullivan Theater (das Studio der Late Show) und integrierte unter anderem Lettermans Late Show Top Ten List in seinen Eröffnungsmonolog.

## Carpool Karaoke

### Ablauf
Carpool Karaoke ist ein von Beginn an stetig wiederkehrender Bestandteil der Show, der auch international über Plattformen wie YouTube besondere Beliebtheit genießt. Die Carpool Lane (Fahrgemeinschaftsspur) bezeichnet in verschiedenen englischsprachigen Ländern eine während der Hauptverkehrszeiten eigens für Fahrgemeinschaften vorbehaltene Spur auf vielbefahrenen Straßen. Dieses Konzept soll die Bildung von Fahrgemeinschaften fördern und somit den innerstädtischen Verkehr sowie die Umwelt entlasten. Das Carpool Karaoke Segment baut mit wenigen Ausnahmen darauf auf, dass Corden wieder einmal verzweifelt auf der Suche nach Mitfahrern ist, um die Sonderspur nutzen zu dürfen und nicht zu spät zur Arbeit zu kommen. In seiner Not ruft er befreundete Stars aus der Musik- und Filmszene an, welche bereitwillig zusteigen. Es folgt eine später auf etwa 15 Minuten zusammengeschnittene Autofahrt durch Los Angeles, auf welcher die Insassen mitsamt Corden begeistert und lauthals zu Cordens Musiksammlung singen. Fast ausschließlich handelt es sich bei der Liedauswahl um die Veröffentlichungen der jeweiligen Autoinsassen. Corden erklärte den Erfolg des Konzeptes damit, es habe „etwas sehr beglückendes, zuzusehen, wie jemand sehr, sehr Berühmtes seine Hits an eben dem Ort singt, an dem wir alle sie immer singen“. Um Authentizität zu wahren, eine fast intime Atmosphäre zu schaffen und so eventuelle Hemmungen zu mindern, werden die Autoinsassen ausschließlich über kleine, fest installierte Kameras am und im Auto gefilmt. Ein Kamerateam fährt in einem zweiten Wagen für Außenaufnahmen hinterher, es befinden sich aber niemals Kameraleute im oder unmittelbar um den Hauptwagen. Die Popularität des Segments führte zur Produktion zweier eigenständiger Serien: Im Juli 2016 wurde angekündigt, Apple Music werde eine Serie basierend auf Cordens Carpool Karaoke veröffentlichen. Zuvor hatte der Fernsehsender Spike bereits angekündigt, eine von dem Segment inspirierte Serie mit dem Titel Caraoke Showdown auszustrahlen. Die Moderation solle Craig Robinson übernehmen.

### Ursprung
Das Konzept, prominente Sänger ihre Hits im Auto singen zu lassen – also an dem Ort, an dem sie der Rest der Welt täglich schmettert – wurde von Corden und Winston bereits im Frühjahr 2011 in England entwickelt, als sie die Idee für einen Beitrag zum Red Nose Day (alljährlicher Telethon organisiert und zugunsten von Comic Relief) entwickelten. In dem Clip holt Cordens alter ego, der Klempner Smithy, gerade seinen alten Freund George Michael vom Flughafen ab und möchte mit ihm einen entspannten Tag verbringen, als das Organisationstalent von den Schirmherren des Red Nose Day zu Hilfe gerufen wird. Smithy willigt ein und versucht auf der Fahrt zur Zentrale, den empörten Michael zu trösten, indem er Lieder seiner Band Wham! im Auto spielt; der Plan geht auf, beide singen lauthals mit.
Anfang 2014 griff Corden die Idee erneut auf, als er eine BBC-Dokumentation über Gary Barlow drehte. Als bekennender Fan begab er sich hierfür auf einen Road-Trip quer durch England, wobei abwechselnd Corden und Barlow am Steuer saßen und Corden sein Idol während der Fahrt immer wieder zum Mitsingen alter und neuer Take-That-Hits animierte.
Als Corden ein halbes Jahr später die Zusage der Late-Late-Nachfolge erhielt, arbeitete er das Konzept erneut mit seinem alten Freund Ben Winston aus, der schon 2011 den Comic-Relief-Sketch mit erdacht hatte. Sie nahmen die Idee in das neue Show-Konzept mit auf, konnten aber vorerst niemanden von der ungewöhnlichen Idee überzeugen, bis Mariah Carey zusagte. Sie war Gast des ersten Carpool Karaoke Segments, welches derartigen Zuspruch erhielt, dass es schnell zum festen Bestandteil der Show wurde. Seither stieg eine Vielzahl von Prominenten in Cordens SUV, bis hin zur US-amerikanischen First Lady Michelle Obama.

### Bemerkenswerte Episoden
Carpool Karaoke ist seit dem Beginn der Show eines der beliebtesten Segmente. Im Laufe der Zeit konnte Corden eine Vielzahl sehr unterschiedlicher Prominente zu einer Autofahrt überreden, von Stevie Wonder, der kurzzeitig ans Steuer wollte und später Cordens ungläubiger Ehefrau Julia am Telefon ein Ständchen überbrachte, über Justin Bieber, Chris Martin (Coldplay), Lin-Manuel Miranda, One Direction, Sia, Jennifer Hudson und Paul McCartney bis hin zu Michelle Obama, mit der er singend und rappend über das Gelände des weißen Hauses kurvte. Mit Iggy Azalea kaufte er unterwegs Hochzeitskleider, Demi Lovato und Nick Jonas ließen sich zu einem spontanen Straßenkonzert zu dritt hinreißen. Auch Schauspieler wie George Clooney und Julia Roberts leisteten Corden auf seiner „täglichen Fahrt zur Arbeit“ schon Gesellschaft. Wie viele andere Segmente der Show werden auch die Carpool-Einlagen nach der Ausstrahlung auf dem YouTube-Kanal der Show veröffentlicht. Die Clips erreichten bislang fast ausschließlich hohe Zuschauerzahlen und wurden zu viralen Videos. Meistgesehen bleibt der Kurztrip durch London mit Sängerin Adele vom 13. Januar 2016, welcher bereits über 227 Millionen Mal angesehen wurde (Stand: November 2020). Am Tag der Veröffentlichung wurde das Video bereits 19 Millionen Mal angesehen, innerhalb der ersten Woche erreichte es weit über 40 Millionen Klicks, womit es zu einem der viralsten Videos in der Geschichte aller US-amerikanischen Late-Night-Shows wurde. Am 29. März 2016 sendete CBS eine Sonderfolge der Late Late Show zur Hauptsendezeit, in welcher der Fokus auf dem Carpool-Karaoke-Segment lag und eine neue Episode mit Jennifer Lopez gezeigt wurde. Die Sonderepisode erhielt die Sonderauszeichnung als Outstanding Variety Special bei der Primetime-Emmy-Verleihung 2016, die Show als Ganzes war für einen weiteren Emmy-Award nominiert.

## Weitere wiederkehrende Segmente
- Talking Mentalist: Während der Sommerpause von 2015 und bis zur Premiere der The Late Show with Stephen Colbert wiederholte CBS alte Folgen verschiedener Dramaserien im Abendprogramm vor der Late Late Show. In diesen Wochen begannen mehrere Episoden der Show mit dem Segment Talking Mentalist – einer Parodie auf verschiedene „After-Show“-Begleitprogramme wie Talking Dead und Talking Bad. In Talking Mentalist diskutierte Corden mit seinen Gästen die gerade ausgestrahlte Wiederholung von The Mentalist. Als CBS nachzog, wurde der Sketch als Talking Hawaii Five-0 wiederholt. Hierbei war als Gast der Moderator von Talking Dead, Chris Hardwick, anwesend.[35]

- Celebrity Noses: Der wiederkehrende Sketch Celebrity Noses gibt vor, ein Spiel zu sein, bei dem die Nasen verschiedener Prominenter im Mittelpunkt stehen. Das eigentliche Segment besteht allerdings daraus, dass Corden durch unzählige unvorhergesehene und oftmals kuriose Unterbrechungen niemals dazu kommt, mit dem eigentlichen Spiel zu beginnen, und irgendwann scheinbar völlig frustriert zum nächsten Segment übergeht.[36][37]

- Drop the Mic: Corden und einer oder mehrere seiner Gäste verpacken Beleidigungen in Rap-Form, siehe Battle-Rap. Unter Cordens Gegnern waren hierbei unter anderen David Schwimmer, Rebel Wilson, Cara Delevingne, Dave Franco und Anne Hathaway.[38] Im August 2016 bestellte TBS von CBS eine eigene Serie basierend auf Drop the Mic für 2017, produziert wird diese von James Corden, Ben Winston und Jensen Karp.[39]

- Take a Break: In diesem Segment besucht Corden verschiedenste Unternehmen im Dienstleistungssektor und schickt einen Mitarbeiter in den Kurzurlaub. Er versucht sich dann einige Stunden lang in dem Job des entsprechenden Mitarbeiters und verbringt die Zeit meist damit, Kunden zu vergraulen. Auf diese Art arbeitete Corden unter anderem bereits bei LensCrafters (Optiker)[40] und Planet Hollywood,[41] modelte für die Spielshow The Price Is Right[42] und trat als Bürgermeister von Los Angeles in Erscheinung.[43]

- Crosswalk the Musical: James und seine Gäste bieten ahnungslosen Autofahrern eine flashmobartige Darbietung verschiedener Musical-Songs in der Mitte eines Zebrastreifens.[44]

- First Line, Every Line: Corden und einer seiner Gäste (u. a. Josh Groban) singen abwechselnd bekannte Songs. Die Schwierigkeit besteht darin, dass zur vollständigen Melodie des Originals ausschließlich der Text der ersten Zeile wiederholt werden darf.

- Corden Acts Out Celeb Filmography: James Corden spielt innerhalb weniger Minuten mit seinem Gast (z. B. Tom Hanks, Matt Damon, Arnold Schwarzenegger) Szenen aus dessen wichtigsten Filmen nach, manchmal mit der Unterstützung weiterer Gäste.

- Side Effects May Include: Im Stil eines Beipackzettels werden mögliche Nebenwirkungen diverser Schnapsideen, bestimmter Verhaltensweisen oder der Nutzung verschiedener Gegenstände aufgelistet. Darunter war so Unterschiedliches wie das Tragen eines Hutes, der Kauf eines Schwerts, Essensreste zwischen den Zähnen, die erste eigene Kreditkarte, noch einen Keks zu essen, die Anmeldung bei Tinder oder Pool-Partys.

- Mystery Pizza Box: Corden liefert Pizza aus und bietet den Bestellern eine alternative Mistery Pizza Box, welche eine positive oder negative Überraschung enthalten kann. In vielen Fällen enthält die Mystery Box die bestellte Pizza mit einem Zusatz in Form von Geld, Promi-Besuch oder Privatvorstellungen von Chören, Tanzgruppen etc.

- None of the Above: Mitspieler aus dem Publikum sehen einen kurzen Videoclip, der meist einen Ausschnitt aus einer Nachrichtensendung oder Sportmoderation zeigt. Der jeweilige Moderator leistet sich im Folgenden einen peinlichen Versprecher, zuvor wird das Video allerdings unterbrochen. Der Spieler aus dem Publikum muss nun den Satz des Sprechers vollenden und erhält dafür vier Antwortmöglichkeiten. Die letzte ist bei jeder Runde „D: None of the above“ (nichts von all dem). Dies ist ausnahmslos die korrekte Antwort. Dennoch werden von den spielenden Zuschauern immer wieder andere Sätze gewählt. In diesem Fall werden sie von Corden nochmals deutlich auf den Namen des Spiels hingewiesen. Wählen sie allerdings D, fragt Corden nach dem Grund. In beiden Fällen wird die Entscheidung scherzhaft meist auf das reine Bauchgefühl zurückgeführt, worauf Corden mit neckischen Kommentaren über die außergewöhnliche Klugheit bzw. Dummheit des Kandidaten reagiert. Die Frage wird dann aufgelöst und das restliche Video gezeigt.

## Internationale Ausstrahlung
In Deutschland wurde die Show (im Original, nicht synchronisiert oder untertitelt) beim Online-Anbieter RTL II You von dessen Gründung im Mai 2016 bis dessen Schließung im Juli 2017 veröffentlicht. Die Show wird im englischen Original nur einen Tag nach der Ausstrahlung in den USA auf ProSieben FUN gezeigt. Später kann man sie dann bei JoynPlus+ ansehen.
In Kanada wird die Late Late Show von CTV zeitgleich mit der CBS-Ausstrahlung übertragen. Zuvor lief die Sendung auf dem Schwesterprogramm CTV Two, dort läuft seit dem 8. Februar 2016 stattdessen die Late Night with Seth Meyers.
In Australien wurden die Ausstrahlungsrechte von Network Ten aufgekauft, einem Partnersender von CBS. Die Sendung feierte am 24. Mai 2015 auf dem Schwesterprogramm Eleven Premiere und wurde vorerst täglich ausgestrahlt. Im September 2016 – mit Beginn der neuen Saison nach der Sommerpause auf der Nordhalbkugel – hatte der Sender aufgeholt und strahlt seither jede Episode mit einem Tag Verzögerung aus, am Wochenende werden alte Folgen wiederholt. CBS hält aktuell ein Drittel der Eleven-Aktien.
In Neuseeland übernahm die öffentlich-rechtliche Sendeanstalt TVNZ die Serie und strahlt sie auf ihrem Tochterprogramm Duke seit dem 20. März 2016 aus.
Auf den Philippinen wird die Show seit dem 3. August 2015 wochentags im Anschluss an die The Late Show with Stephen Colbert über den CBS-Partnersender RTL CBS Entertainment ausgestrahlt.

## Auszeichnungen
| Jahr | Auszeichnung                        | Kategorie                                    | Nominierte(r) | Ausgang   | Ref.   |
| ---- | ----------------------------------- | -------------------------------------------- | --- | --------- | ------ |
| 2014 | Critics' Choice Television Awards   | Best Talk Show                               | The Late Late Show with James Corden | Nominiert | [ 53 ] |
| 2015 | Critics' Choice Television Awards   | Best Talk Show                               | The Late Late Show with James Corden | Nominiert | [ 54 ] |
| 2016 | Critics' Choice Television Awards   | Best Talk Show                               | The Late Late Show with James Corden | Gewonnen  | [ 55 ] |
| 2016 | Creative Arts Primetime Emmy Awards | Outstanding Variety, Music or Comedy Special | The Late Late Show Carpool Karaoke Primetime Special; Rob Crabbe, Ben Winston, Mike Gibbons, Sheila Rogers, Michael Kaplan, Jeff Kopp, Josie Cliff und James Corden | Gewonnen  | [ 56 ] |
| 2016 | Creative Arts Primetime Emmy Awards | Outstanding Directing for a Variety Series   | Tim Mancinelli (Folge: „Post-Super Bowl Episode“) | Nominiert | [ 56 ] |
| 2016 | Creative Arts Primetime Emmy Awards | Outstanding Interactive Program              | James Corden, Ben Winston, Rob Crabbe und Adam Abramson | Gewonnen  | [ 56 ] |
| 2016 | Primetime Emmy Awards               | Outstanding Variety Talk Series              | James Corden, Rob Crabbe, Ben Winston, Mike Gibbons, Sheila Rogers, Michael Kaplan, Jeff Kopp, Josie Cliff und David Javerbaum                                      | Nominiert | [ 56 ] |